# Rovirosa
Rovirosa es una localidad del municipio de Centro ubicado en la subregión centro del estado mexicano de Tabasco.

## Geografía
La localidad de Rovirosa se sitúa en las coordenadas geográficas 18°09′35″N 92°46′00″O / 18.159722, -92.766667, a una elevación de 8 metros sobre el nivel del mar.

## Demografía
Según el Conteo de Población y Vivienda 2020, efectuado por el Instituto Nacional de Estadística y Geografía, la localidad de Rovirosa tiene 943 habitantes, de los cuales 467 son del sexo masculino y 476 del sexo femenino. Su tasa de fecundidad es de 2.22 hijos por mujer y tiene 215 viviendas particulares habitadas.
| Gráfica de evolución demográfica de Rovirosa entre 1990 y 2020 |
|                                                                |
| INEGI.                                                         |